# France Prešeren

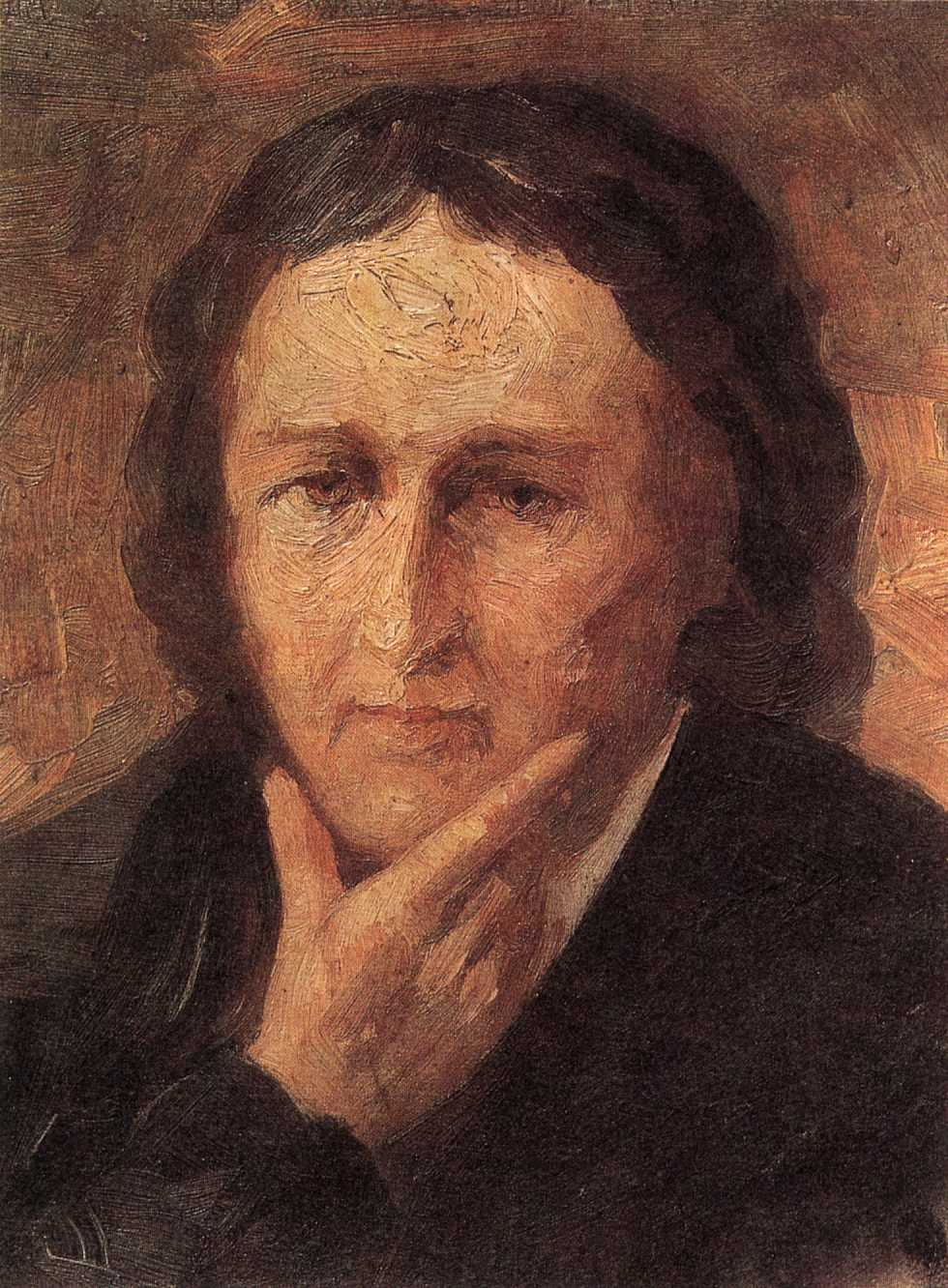
Portret van France Prešeren door Ivan Grohar

France Prešeren (Vrba na Gorenjskem, 3 december 1800 - Kranj, 8 februari 1849) was een Sloveens dichter en jurist. Hij geldt tegenwoordig als de grootste Sloveense dichter. Zijn gedicht Zdravljica uit 1844 is sinds 27 september 1989 het volkslied van Slovenië.
Prešeren werd geboren in een boerengezin. Na de lagere school studeerde hij rechten aan de universiteit van Wenen, waarna hij terugkeerde en advocaat werd in Ljubljana. In Ljubljana zou hij het grootste deel van zijn gedichten schrijven, waarbij zijn vriend en literator Matija Čop grote invloed uitoefende op zijn dichtkunst.
Het leven van Prešeren werd beheerst door een aantal tragische feiten, zoals de ongelukkige want onbeantwoorde liefde voor Julija Primic, aan wie hij in 1834 zijn Sonetni venec en andere liefdesgedichten opdroeg. Prešeren verloor al op jonge leeftijd vele vrienden, die vaak op grond van een zwakke gezondheid overleden. Enige publieke erkenning voor zijn oeuvre heeft Prešeren nooit ontvangen. Hij verviel aan drankzucht en depressies. Uiteindelijk overleed hij aan levercirrose.

## Jeugd
France Prešeren werd geboren als het derde kind en eerste zoon in het gezin van moeder Mina, geboren Svetina en bijgenaamd Muhovčeva, uit Žirovnica en vader Šimen, bijgenaamd Ribičevo, uit Vrba in Gorenjska. Hun boerenbedrijf was aanzienlijk welvarend, zodat de familie het zich kon permitteren om France naar school te sturen. Zijn moeder Mina had zelf onderwijs gevolgd en was daarom groot voorstandster om France Prešeren onderwijs te laten volgen. Thuis werd Prešeren gestimuleerd om geestelijke te worden.
Prešeren werd 1808 naar zijn oom gestuurd, die pastoor in Kopanj bij Grosuplje was. Vanaf 1810 ging hij naar de lagere school in Ribnica, waar hij als leerling veel lof oogstte. Vanaf 1812 ging hij naar school in Ljubljana, waar hij vanaf 1813 het gymnasium bezocht. Na het gymnasium volgde hij twee jaar "filosofie", een voorbereiding voor de universiteit. Na de afsluiting van deze twee jaar vertrok Prešeren naar Wenen, waar hij zich 1821 - na nog een jaar filosofie - inschreef aan de rechtenfaculteit.
Als gevolg van de studiekeuze was het tot een conflict tussen Prešeren en zijn ouders gekomen, omdat deze laatste het liefst zagen dat hun zoon geestelijke zou worden. Omdat Prešeren vasthield aan zijn keuze voor de rechtenstudie, onthielden zijn ouders en zijn priesterooms, met een enkele uitzondering, zich voortaan van elke financiële steun. Desondanks kon France zijn studie voortzetten omdat hij een stipendiaat van Luka Knafelj was. France begon nu bij te verdienen, onder andere met het geven van huislessen; hij nam bovendien een baantje als onderwijzer aan de Weense Klinkowströminstelling voor katholieke scholieren. Deze baan raakte hij overigens na enige tijd weer kwijt, omdat de leiding zijn liberale opvattingen niet waardeerde. Op Klinkowström leerde hij de latere dichter en politicus Anastasius Grün (pseudoniem van Anton Alexander von Auersperg) kennen, aan wie hij verboden literatuur leende. In deze tijd werd Prešeren geconfronteerd met de literatuur van vele schrijvers en dichters en leerde hij de romantische dichtkunst waarderen. Hij keerde alleen terug naar huis tijdens de vakanties.

## Ljubljana, Čop en deKranjska Čbelica
In 1828 studeerde Prešeren af en maakte een aansluitende reis naar Moravië. Na terugkeer in Ljubljana vond hij een betrekking als assistent bij advocaat Leopold Baumgartner. Een jaar later begon hij daarnaast ook te werken als onbezoldigd medewerker bij de overheid. In Ljubljana raakte Prešeren goed bevriend met onderwijzer en literator Matija Čop uit Žirovnica, die de toenmalige Romantiek, literatuur en filosofie goed kende. Deze vriendschap van een literatuurkenner en polyglot was erg stimulerend voor Prešeren. Ondertussen legde Prešeren in 1832 in Klagenfurt het examen voor toelating tot de rechtbank af. Hij slaagde met een slecht resultaat voor het examen, omdat hij ook voor de aangeklaagde rechercheerde en niet alleen voor de openbaar aanklager. Klagenfurt behoorde in het midden van de 19e eeuw met Gorica, Ljubljana en Triëst tot de belangrijkste culturele centra voor de Slovenen. Hier maakte hij en passant kennis met de schrijver Urban Jarnik, die hij in Možberk opzocht, en de latere bisschop Anton Martin Slomšek. In die tijd was Prešeren al in een crisis gestort door de druk van zijn ouders om te trouwen met een Duitse uit de familie Khlun uit Graz. Prešeren schreef naar aanleiding hiervan zijn Sonetje nesreče ("Sonnetten van het ongeluk")
Prešeren werd de belangrijkste dichter in de publicatie Kranjska Čbelica, waarvan Miha Kastelic redacteur was. Kastelic werd bij de uitgave ervan vooral gesteund door Prešeren en diens vriend Čop. De Čbelica zou vijfmaal verschijnen: in 1830, 1831, 1832, 1834 en in 1848. In 1834 kreeg Kastelic al moeilijkheden met de censuur, onder meer van de zijde van jansenisten onder aanvoering van de Sloveense taalkundige en ambtenaar voor censuur aan het Weense Hof Jernej Kopitar. Hun conflict draaide rond het vraagstuk van de Sloveense literatuur. De "čbeličars" met Prešeren en Čop aan het hoofd meenden dat het Sloveens prima in staat was om literair hoogstaand werk voort te brengen, terwijl de jansenisten zich geïnspireerd zagen door de Servische volksliteratuur van met name Vuk Karadžić, een vriend van Jernej Kopitar, waarin de volkstaal uitgangspunt voor alle literatuur zou moeten zijn. In het kielzog van deze strijd vond ook een verheviging plaats van de vraag welk alfabet het Sloveens zou moeten gebruiken.
In de 19e eeuw gebruikte het Sloveens het naar Adam Bohorič vernoemde alfabet, waarin sommige klanken door meer dan één letterteken werden weergegeven. Jernej Kopitar was groot tegenstander van het Bohorič-schrift en werd daarin gevolgd door de grammatici Franc Serafin Metelko en Peter Dajnko. Deze beide laatsten ontwikkelden het Metelko-schrift resp. Dajnko-schrift. Het Metelko-schrift introduceerde in het Latijnse alfabet enkele cyrillische schrijftekens en werd als gevolg daarvan in 1833 bij wet verboden. Het Dajnko-schrift zette zich incidenteel door in Stiermarken, maar verdween nadat het daar in 1838/9 eveneens verboden werd. Het conflict rond de schrijfwijze werd hevig gevoerd, waarin Prešeren zich vooral mengde door middel van bijtend satirische gedichten, waarbij vooral Kopitar het moest ontgelden.

## Verhouding met Ana Jelovšek

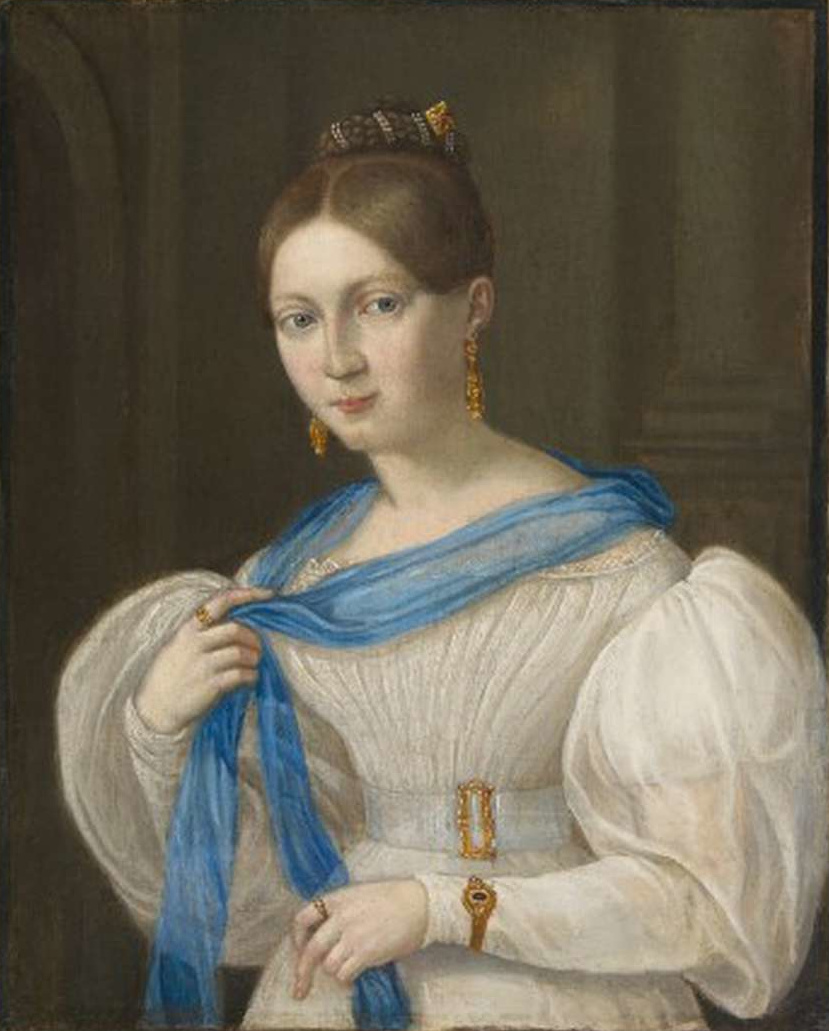
Julija Primic geschilderd door Matevž Langus ca. 1836/7

Op 6 april 1833, tijdens misbezoek in de kerk van Trnovo in Ljubljana, ontwaarde Prešeren Julija Primic, de dochter van een rijke familie uit Ljubljana, en werd onmiddellijk verliefd op haar. Zijn gedichten, maar ook zijn dagelijkse leven, zijn in belangrijke mate door deze verliefdheid beïnvloed. In 1834 werd Prešeren assistent bij een oude vriend, Blaž Crobath. Hij probeerde sindsdien een zelfstandig advocatenkantoor te openen, maar vanwege zijn eerder opgevallen liberale denkbeelden stond Prešeren bij de autoriteiten aangeschreven als onbetrouwbaar en werden alle verzoeken afgewezen. Prešeren was evenmin succesvol met zijn liefdesverklaring aan Julija Primic. Zij beantwoordde zijn liefde niet en verloofde zich met de zoon van de tot de rijke adel behorende Scheuchenstuehls. Hun huwelijk vond plaats in 1839.

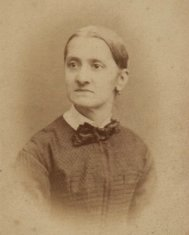
Ana Jelovšek

In 1835 overleed Prešerens oom, het enige familielid dat hem steeds gesteund had. In hetzelfde jaar verdronk zijn vriend Matija Čop in de Sava. De verdrinkingsdood van zijn goede vriend verweet France Prešeren zichzelf, omdat hij niet was meegegaan. Hij droeg hierna veel gedichten op aan Čop, onder andere zijn epos Krst pri Savici ("De doop bij de Savica"). Na Čops dood sloot Prešeren vriendschap met de jonge Pool Emil Korytko, die vanwege nationalistische activiteiten uit Polen gevlucht was. Korytko hield zich bezig met het verzamelen van volksliederen, waarmee hij ook Prešeren begon te helpen en op die manier bij Prešeren meer belangstelling wekte voor de Sloveense traditionele volksvertellingen. Korytko stierf in 1838.
In de jaren rond 1837 begon France Prešeren een liaison met een minderjarige dienstmaagd van de familie Crobath, Ana Jelovšek. Zij bracht drie kinderen ter wereld (Terezija, 15 oktober 1839 – 14 mei 1840; Ernestina Jelovšek, 18 december 1842 – 3 december 1917; Franc, 18 september 1845 – 17 augustus 1855). Hun verhouding leed echter onder het onbegrip van Ana voor Prešerens poëzie en de wereld. Behalve in Nezakonska mati ("Onwettige moeder") bezong Prešeren zijn liefde voor Ana, terwijl hij zijn mooiste gedichten voor Julija Primic had geschreven. Het verschil tussen France en Ana zat ook in hun verschillend karakter, Prešeren was eerder introvert, Ana vooral levendig en vaak betrokken bij affaires met andere mannen. Prešeren nam haar vooral kwalijk dat zij hun eerste kind ter adoptie vrijgaf. Desalniettemin hield hij contact met Ana en de kinderen, welke hij zo goed en kwaad als het ging financieel ondersteunde. Zijn dochter Ernestina schreef later haar herinneringen aan de verhouding tussen haar ouders.
In 1839 keerde een oude jeugdvriend van France Prešeren terug naar Ljubljana. Deze Andrej Smole had Krain verlaten vanwege schulden en sindsdien in het buitenland geleefd. Na zijn leven als bohemien vestigde hij zich op het kasteel Prežek in Dolenjska, waar Prešeren hem vaak bezocht. Samen gaven zij enige boekjes uit van oudere schrijvers, zoals van Valentin Vodnik en Anton Tomaž Linhart. Gezamenlijk wilden zij een nieuw tijdschrift uitgeven, maar vanwege bezwaar van de censuur is het er nooit van gekomen. In 1840 overleed Andrej Smole in het bijzijn van Prešeren.
Alle verliezen uit deze jaren en de onbeantwoorde liefde voor Julija Primic lieten Prešeren steeds meer naar de fles grijpen. Hij werd een bekende gast in de cafés, waar zijn drinkliederen en schunnige teksten berucht waren. Hij ging er erg op achteruit, was voortdurend dronken en verzorgde zich niet. Hij raakte opnieuw verliefd, deze keer op een dochter van een cafébaas, Jerica Podboj, aan wie hij enkele gedichten opdroeg.

## Censuur
In 1843 begon de veearts en politicus Janez Bleiweis met de uitgave van zijn tijdschrift Kmetijske in rokodelske novice ("Landbouw- en handwerkberichten"), dat vanwege het drukken van Sloveenstalige wetenschaps- en kunstartikelen een nieuwe episode voor de Slovenen in de Habsburgse monarchie aankondigde. Bleiweis negeerde Prešeren echter en maakte reclame voor de minder getalenteerde dichter Jovan Vesel Koseski. Pas later publiceerde Bleiweis gedichten van Prešeren, op overigens veel minder prominente plaatsen in zijn blad. Prešeren begon nu opnieuw met dichten en bereidde zelfs een eigen bundel voor met de naam Poezije. De gedichten die erin zouden moeten verschijnen legde hij voor aan de censuur in 1846. De toenmalige censor Fran Miklošič schrapte enkele gedichten (waaronder Zdravljica) en gaf toestemming voor publicatie van de resterende in juli 1846. De dichtbundel werd gedrukt bij drukker Jožef Blaznik in Ljubljana en verscheen in 1847.

## Verhuizing naar Kranj
In 1846 werd eindelijk France Prešerens verzoek voor een zelfstandige advocatuur ingewilligd. Het was diens zesde verzoek geweest. Hij had deze keer niet verzocht om een advocatuur in Ljubljana maar in een van de twee plaatsen: Postojna en Kranj. Men besloot hem een plek in Kranj aan te bieden, waarheen Prešeren in de herfst zou vertrekken. Hier werd zijn zus Katra huishoudster en de zoon van Andrej Smole nam hij in dienst als klerk.
Na de revolutie van maart 1848 kon Prešeren uiteindelijk zijn Zdravljica publiceren. Het verscheen in de "Novice", een blad van Bleiweis. Enkele andere gedichten verschenen in de vijfde uitgave van Kranjska Čbelica (1848). Vanaf dat moment schreef Prešeren geen gedichten meer, hij was gedesillusioneerd over zijn leven en alcoholist geworden. Niet bewezen maar vaak vermoed is dat hij een zelfmoordpoging zou hebben gepleegd. Zijn leverziekte maakte hem het leven moeilijk. Hij maakte schulden en ging niet verantwoordelijk om met zijn advocatuur. Hij schreef in die tijd zijn testament, waarin hij zijn twee nog levende kinderen erkende en hen zijn kleine bezit toewees. Hij overleed op donderdag 8 februari 1849 en werd op 10 februari in Kranj begraven. Volgens de overlevering is een deel van zijn oeuvre kort na zijn dood vernietigd, waarbij het om zijn schunnige drankliederen zou zijn gegaan.
Janez Bleiweis heeft zich waarschijnlijk om politieke redenen ingezet voor de verzameling van Prešerens gedichten en de oprichting van een monument te zijner ere op het kerkhof in Kranj. Ondanks het maar matige onthaal van dit idee werd in 1852 het eerste standbeeld voor de dichter opgericht.

## Betekenis
France Prešeren geldt als de grootste Sloveense dichter. Hij speelde vanaf het laatste kwart van de 19e eeuw een grote rol in de beweging voor zelfbeschikking. In 1905 werd in Ljubljana een groot Prešerenmonument opgericht dat politiek zeer omstreden was. Talloze straten, scholen en bibliotheken zijn naar France Prešeren vernoemd. Het Sloveense Bevrijdingsfront noemde een van zijn brigades in Gorenjska naar Prešeren. Het biljet van 1000 tolar droeg de beeltenis van France Prešeren en de twee-euromunt draagt nu zijn profiel en een strofe uit de Zdravljica. Het gedicht Zdravljica was in de jaren voor de onafhankelijkheid van Slovenië ongekend populair en werd als informeel volkslied beschouwd; sinds 27 september 1989 is het officieel het volkslied van de Sloveense republiek. De "Dag van de Cultuur" (Dan kulture), een nationale feestdag, valt op de sterfdag van France Prešeren (8 februari) en was vooral in de tijd dat Slovenië deel uitmaakte van de Joegoslavische federatie een mogelijkheid om de eigen Sloveense identiteit te benadrukken. De belangrijkste Sloveense cultuurprijs, de Prešerenprijs (Prešernova nagrada), heet naar hem.